# Adolf Smekal
Adolf Gustav Stephan Smekal (12. září 1895, Vídeň, Rakousko – 7. března 1959, Štýrský Hradec) byl rakouský teoretický fyzik, se zájmem o fyziku pevných látek, známý pro předpověď nepružného rozptylu z fotonů (Ramanův jev).
Adolf Smekal vystudoval Technickou universitu Vídeň (1912-1913), získal doktorát z univerzity v Grazu (1913-1917), a poté studoval na univerzitě v Berlíně (1917-1919).